# Ramat Gan
Ramat Gan (en alphabet hébreu : רמת גן, « Les hauteurs du jardin ») est une commune urbaine israélienne de la banlieue de Tel Aviv. Fondée en 1921, au début de la période du mandat britannique en Palestine, sous le nom de Yir Ganim, elle reçoit son nom actuel en 1923. 
Autrefois petite ville d'allure rurale et agricole, l'urbanisation et le développement économique en ont radicalement transformé la physionomie pour devenir le quartier d'affaires du District de Tel Aviv et le pôle économique du pays. C'est là que se concentrent les diamantaires, la bourse de diamants et les sociétés de haute technologie.

## Géographie
Située au plus près à 2 km de la mer (plages de Dog Beach et Hilton Beach) et au plus loin à 7, Ramat Gan a un territoire formé de deux parties, nord-ouest et sud-est, contiguës sur seulement 500 m sur le boulevard David Ben Gourion, grand axe nord-sud à l'est de Tel Aviv. Au sud-est, Ramat Gan inclut le quartier de Tel HaShomer.
La commune est longée à l'ouest par l'autoroute 20 et traversée à l'est du boulevard Ben Gourion par l'autoroute 4 (tous deux nord-sud).
La partie sud-est inclut le Ramat Gan National Park.
Les communes limitrophes sont 
- à l'ouest : Tel Aviv-Jaffa
- au nord-est : Bnei Brak

## Histoire
Ramat Gan est créée en 1921 comme ville satellite de Tel Aviv) par une association sioniste nommée Ir Ganim (« Ville des jardins »). La Palestine ottomane est alors occupée depuis 1918 par les Britanniques et la SDN leur a confié un mandat sur le pays en 1920.

## Centre universitaire
En 1961, l'Université Bar-Ilan y est fondée. Elle devient l'une des universités les plus connues du pays. L'architecte Daniel Libeskind y a construit le Centre Maurice Wohl, le nouveau centre de convention de l'Université de Bar-Ilan, un espace pour tenir des conférences, des événements spéciaux. Le projet a été généreusement financé par Maurice Wohl et achevé en octobre 2005. SDL a travaillé avec Ortam-Sahar Ltd pour construire le Centre.

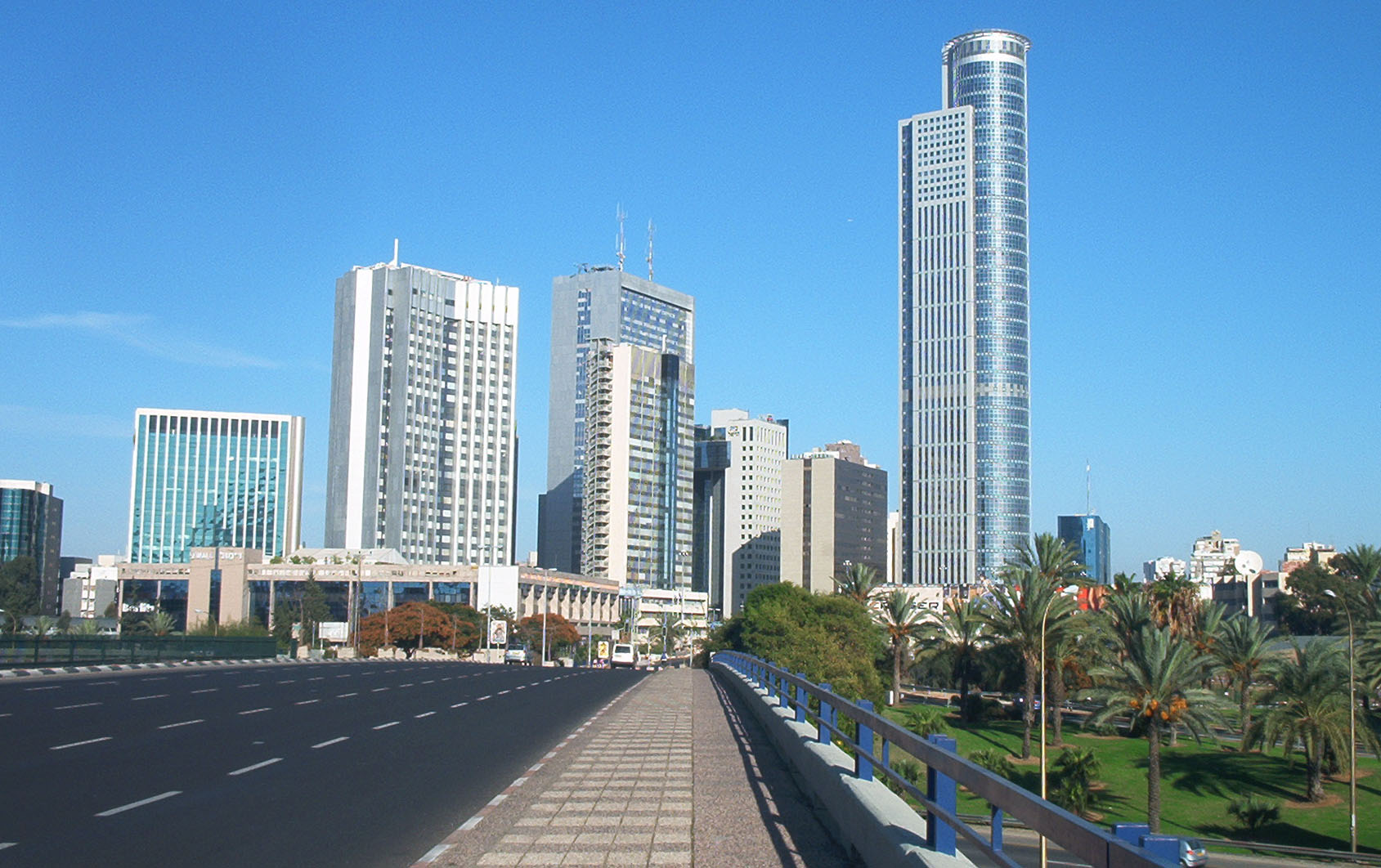
Complexe d'affaires de Ramat Gan, plateforme de l'industrie diamantaire

## Particularités de la ville
- Un camp de transit (en hébreu ma'abara) a été établi au sud de Ramat Gan à Hiriya peu de temps après la guerre israélo-arabe de 1948.
- Le Parc Ariel Sharon se trouve au sud de Ramat Gan.
- La bourse aux diamants (la plus grande du monde dans ce domaine).
- La Tour Elite, deviendra la tour la plus haute d'Israël.
- La Tour Moshe Aviv City Gate Ramat Gan, la plus haute tour d'Israël.
- La Tour Eurocom[3] en construction culminera à 235 m.
- Le stade Ramat Gan, le plus grand stade du pays, qui accueille notamment les matches internationaux de la sélection israélienne de football.
- Le "Safari" de Ramat Gan, le plus grand zoo du pays.
- Le Centre médical Chaim Sheba, l'un des plus importants du pays.
- L'Université Bar-Ilan qui intègre les sciences et les arts avec les études judaïques.
- The Spiral Apartment House, œuvre de l'architecte Zvi Hecker[4]
- Théâtres : le théâtre Ramat Gan "Olav V", le théâtre "Sifriya" (de la Bibliothèque), la salle "Mofet", le Théâtre "Yahalom".
- La Haute école des arts dramatiques "Beit Zvi".

## Politique
L'actuel maire de la ville est Carmel Shama (en) (Likoud).
| No | Portrait                      | Identité                                               | Période           | Période                 | Durée                      | Étiquette                    | Élection                                                                                                   |
| No | Portrait                      | Identité                                               | Début             | Fin                     | Durée                      | Étiquette                    | Élection                                                                                                   |
| -- | ----------------------------- | ------------------------------------------------------ | ----------------- | ----------------------- | -------------------------- | ---------------------------- | --- |
| 1  | Avraham Krinitzi              | Avraham Krinitzi (en) (he) אברהם קריניצי (1886 - 1969) | 1926              | 13 novembre 1969 (mort) | 43 ans                     | Sionisme général             | |
| 2  | Yisrael Peled                 | Yisrael Peled (en) (he) ישראל פלד (1921 - 2016)        | 1er décembre 1969 | juillet 1983            | 13 ans et 7 mois           | Sionisme général             | |
| 3  | Uri Amit                      | Uri Amit (en) (he) אורי עמית (1935 - 2011)             | 1983              | 1989                    | 6 ans                      | Parti travailliste israélien | 25 octobre 1983 (en)                                                                                       |
| 4  | Zvi Bar                       | Zvi Bar (he) צבי בר (né en 1935)                       | 28 février 1989   | 22 octobre 2013         | 24 ans, 7 mois et 24 jours | Ramat Gan BaRosh (d) Likoud  | 28 février 1989 (en) 2 novembre 1993 (en) 10 novembre 1998 (en) 28 octobre 2003 (en) 11 novembre 2008 (en) |
| 5  | Yisrael Zinger, 23 juin 2013. | Yisrael Zinger (he) ישראל זינגר (né en 1948)           | 22 octobre 2013   | 14 novembre 2018        | 5 ans et 23 jours          | Nouveau Ramat Gan (d)        | 22 octobre 2013 (en)                                                                                       |
| 6  | Karmel Shama                  | Karmel Shama (en) (he) כרמל שאמה הכהן (né en 1973)     | 2018              | En cours                | 7 ans                      | Likoud                       | 30 octobre 2018                                                                                            |

## Personnalités liées à la ville
- Avi Shlaïm (né en 1945 à Bagdad), historien israélo-britannique, vit de 1950 à 1960[5].

## Jumelages
La ville est jumelée avec :
- Barnet (Royaume-Uni)
- Cassel (Allemagne) depuis 1990
- Arrondissement de Main Kinzig (Allemagne)
- Phoenix (États-Unis)
- District de San Borja (Pérou)
- Shenyang (Chine)
- Strasbourg (France) depuis 1991
- Szombathely (Hongrie)
- Weinheim (Allemagne)
- Wrocław (Pologne)
- Taoyuan (Taïwan)
- Marseille (France)
- Penza (Russie)
- Mendoza (Argentine)